# Hessentag 2006
Der Hessentag 2006 war der 46. Hessentag. Das Landesfest fand vom 26. Mai bis zum 4. Juni 2006 in der nordhessischen Kleinstadt Hessisch Lichtenau statt. Das Hessentagspaar bildeten Martina und Jörg Kistner. Eröffnet wurde der Hessentag vom hessischen Ministerpräsidenten Roland Koch und Bürgermeister Jürgen Herwig. Insgesamt wurden rund 580.000 Besucher verzeichnet. Als Motto wurde In Hessisch Lichtenau geht's rund – ganz Hessen feiert kunterbunt! gewählt. Bereits im Januar 2006 eröffnete der NVV die Verlängerung der Straßenbahnstrecke, auf der die Linie 4 zwischen Kassel und Hessisch-Lichtenau verkehrt. Für Besucher aus Kassel war nun eine reibungslose Nutzung des öffentlichen Personennahverkehrs zum Hessentag möglich geworden.

## Veranstaltungen
Bereits am 24. Mai fand das Eröffnungskonzert statt, auf dem Bon Jovi und Nickelback vor 28.000 Besuchern auftraten. Weitere Konzerte und Comedy-Veranstaltungen gab es von Xavier Naidoo, Sasha, Andru Donalds, Marie Serneholt, The Hollies, The Sweet, Slade, The Rubettes, Dave Dee, Dozy, Beaky, Mick & Tich, Suzi Quatro, Smokie, The Tremeloes, Showaddywaddy, The Searchers, Hubert Kah, Frl. Menke, Markus, Peter Schilling, Texas Lightning, Joy Denalane, Geier Sturzflug, Status Quo, Manfred Mann’s Earth Band, Tokio Hotel, Die Jungen Tenöre, Scooter, Marshall & Alexander, Silbermond, 200 Sachen, Rivo Drei, Bill Ramsey mit der hr-Bigband, Höhner, Alexander Klaws, Big Band der Bundeswehr, Rondò Veneziano, Die Klostertaler, Wildecker Herzbuben, Roberto Blanco, The Young Americans, Kathrin und Peter, Francine Jordi, Nockalm Quintett, Andy Borg, Ireen Sheer, Semino Rossi, Global Kryner, Rüdiger Hoffmann, Atze Schröder, Willy Astor, Ausbilder Schmidt, Bülent Ceylan, Ingo Oschmann und Bodo Bach.
Ein weiterer Publikumsmagnet war die Sonderschau Der Natur auf der Spur des damals noch Naturpark Meißner-Kaufunger Wald genannten Geo-Naturparks Frau-Holle-Land (Werratal.Meißner.Kaufunger Wald) und des Landesbetriebes Hessen-Forst, bei der in einem Großzelt eine Landschaft aus der Meißner-Region nachgebaut wurde. Daneben gab es ein Oldtimer-Rennen mit 47 Teilnehmern, das von Hessisch Lichtenau über Waldkappel, Eschwege, Bad Sooden-Allendorf, über den Hohen Meißner nach Fürstenhagen, Melsungen, Spangenberg und zurück in die Hessentagsstadt führte.